# Список похороненных на Новодевичьем кладбище (Ф)
Новодевичье кладбище является одним из самых известных некрополей Москвы. Оно было образовано в 1898 году вдоль южной стены Новодевичьего монастыря, где имеется дворянский некрополь XIX века. В советское время это было второе по значимости кладбище после некрополя у Кремлёвской стены. Многие могилы Новодевичьего кладбища являются объектами культурного наследия. В данной статье представлен список значимых людей, похороненных на Новодевичье кладбище, фамилии которых начинаются на букву «Ф».

## Список
- Фаворский, Владимир Андреевич (1886—1964) — художник-график, искусствовед, действительный член АХ СССР; 6 уч. 14 ряд.
- Фадеев, Александр Александрович (1901—1956) — писатель, руководитель Союза писателей СССР; авторы памятника К. В. Биткин и Е. А. Рудаков; 1 уч. 15 ряд.
- Фадеев, Владимир Георгиевич (1904—1962) — вице-адмирал; 8 уч. 18 ряд
- Файдыш-Крандиевский, Андрей Петрович (1920—1967) — скульптор, заслуженный деятель искусств РСФСР, член-корреспондент АХ СССР; 4 уч. 42 ряд.
- Файер, Юрий Фёдорович (1890—1971) — балетный дирижёр, дирижёр Большого театра; 3 уч. 63 ряд рядом с 9 уч.
- Файко, Алексей Михайлович (1893—1978) — драматург; 3 уч. 40 ряд.
- Файт, Андрей Андреевич (1903—1976) — актёр театра и кино, заслуженный артист РСФСР; 1 уч. 45 ряд.
- Фалалеев, Фёдор Яковлевич (1899—1955) — Маршал авиации, начальник Военно-воздушной академии имени Ю. А. Гагарина; автор памятника А. Е. Елецкий; 4 уч. 5 ряд
- Федин, Константин Александрович (1892—1977) — писатель, академик АН СССР; 9 уч. 2 ряд.
- Федоренко, Яков Николаевич (1896—1947) — Маршал бронетанковых войск; автор памятника Е. В. Вучетич; 1 уч. 42 ряд
- Федоровский, Фёдор Фёдорович (1883—1955) — главный художник Большого театра (1927—1929, 1947—1953), народный художник СССР (1951), действительный член АХ СССР (1947); 1 уч. 14 ряд.
- Федосеев, Пётр Николаевич (1908—1990) — философ, академик АН СССР; 10 уч. 6 ряд.
- Федотов, Владимир Григорьевич (1943—2009) — футболист, нападающий ЦСКА и тренер ряда клубов, чемпион СССР (1970) как футболист и обладатель Кубка СССР (1981) как тренер, член Клуба Григория Федотова; 5 уч. 13 ряд
- Федотов, Григорий Иванович (1916—1957) — футболист, нападающий ЦДКА, трёхкратный чемпион СССР (1946, 1947, 1948), двукратный обладатель Кубка СССР (1945, 1948), первый советский футболист, забивший 100 голов в официальных матчах, Заслуженный мастер спорта СССР (1940); 5 уч. 13 ряд
- Федюнинский, Иван Иванович (1900—1977) — генерал армии, Герой Советского Союза; 7 уч. лев.ст. 13 ряд
- Фельцман, Оскар Борисович (1921—2013) — композитор; 5 уч. 27 ряд.
- Феоктистов, Сергей Алексеевич (1919—1973) — лётчик-штурмовик, полковник, Герой Советского Союза (1946); колумбарий, 127 секция
- Феофилактов, Николай Петрович (1876—1941) — художник, иллюстратор; 4 уч. 29 ряд.
- Ферсман, Александр Евгеньевич (1883—1945) — геохимик, минералог, один из основоположников геохимии, академик Петербургской АН и АН СССР; 3 уч. 44 ряд.
- Фесенков, Василий Григорьевич (1889—1972) — астроном, астрофизик, академик АН СССР; колумбарий, 135 секция, в районе 7 уч. лев.ст. 22 ряда.
- Фетисова, Людмила Михайловна (1925—1962) — театральная актриса, заслуженная артистка РСФСР (1955); 3 уч. 61 ряд.
- Фёдоров, Владимир Дмитриевич (1933—2010) — хирург, академик АМН СССР (1986); 4 уч. 45 ряд.
- Фёдоров, Евгений Константинович (1910—1981) — геофизик, начальник Гидрометслужбы СССР, генерал-лейтенант, академик АН СССР, Герой Советского Союза; 9 уч. 8 ряд.
- Фёдорова, Татьяна Викторовна (1915—2001) — начальник шахты, СМУ метростроя, заместитель начальника Московского Метростроя (1963—1986), Герой Социалистического Труда (1975); колумбарий, секция 126-20-3.

- Фигнер, Вера Николаевна (1852—1942) — революционерка, член исполкома «Народной воли»; 1 уч. 47 ряд рядом с монастырской стеной
- Фигнер, Евгения Николаевна (1858—1931) — русская революционерка, народница.
- Филаретов, Глеб Васильевич (1901—1979) — советский государственный деятель, начальник ГУИТЛ НКВД СССР (1938—1939); 2 уч. 35 ряд.
- Фирсов, Павел Андреевич (1901—1964) — генерал-лейтенант, Герой Советского Союза (1945); 6 уч. 3 ряд
- Фирюбин, Николай Павлович (1908—1983) — дипломат, заместитель Министра иностранных дел СССР; автор памятника З. К. Церетели; 10 уч. 1 ряд.
- Флёров, Георгий Николаевич (1913—1990) — физик, академик АН СССР; 10 уч. 6 ряд.
- Фокин, Виталий Алексеевич (1906—1964) — Адмирал (1953); 1 уч. 43 ряд в районе 4 ряда
- Фомин, Иван Александрович (1872—1936) — архитектор; автор памятника Г. И. Мотовилов; 2 уч. 1 ряд.
- Фомичёва, Клавдия Яковлевна (1917—1958) — лётчица бомбардировочной авиации, подполковник, Герой Советского Союза (1945); на памятнике фамилия написана как Фомичёва-Левашова; 5 уч. 27 ряд
- Фотиева, Лидия Александровна (1881—1975) — член КПСС с 1904 года, личный секретарь В. И. Ленина с 1918 года; 9 уч. 1 ряд.
- Фофанова, Маргарита Васильевна (1883—1976) — участница революционного движения с 1902 года, член КПСС с 1917 года; 9 уч. 1 ряд
- Фохт, Александр Богданович (1848—1930) — один из основоположников экспериментальной кардиологии и клинико-экспериментального направления в патологии, профессор, заслуженный деятель науки РСФСР; 2 уч. 29 ряд
- Фрадкин, Марк Григорьевич (1914—1990) — композитор; 10 уч. 6 ряд.
- Францов, Георгий Павлович (1903—1969) — философ, социолог, академик АН СССР (1964); встречается написание имени-фамилии как Юрий Францев; 6 уч. 22 ряд у Центральной аллеи.
- Френкель, Семён Романович (1875—1937) — врач, учёный-рентгенолог и радиолог, профессор МГУ; колумбарий, секция 41
- Френкель, Ян Абрамович (1920—1989) — композитор; 10 уч. 5 ряд.
- Фроленко, Михаил Фёдорович (1848—1938) — революционер, член исполкома «Народной воли»; 1 уч. 45 ряд
- Фронштейн, Рихард Михайлович (1882—1949) — уролог, академик АМН СССР (1946); 1 уч. 11 ряд.
- Фрумкин, Александр Наумович (1895—1976) — физикохимик, электрохимик, академик АН СССР; автор памятника В. А. Сидур; 4 уч. 53 ряд.
- Фрунзе, Тимур Михайлович (1923—1942) — лётчик, лейтенант, Герой Советского Союза; сын М. В. Фрунзе; 3 уч. 63 ряд
- Фурманов, Дмитрий Андреевич (1891—1926) — писатель; 1 уч. 44 ряд.
- Фурцева, Екатерина Алексеевна (1910—1974) — министр культуры СССР, Первый секретарь МГК КПСС; автор памятника Л. Е. Кербель; 3 уч. 14 ряд.